# The Ninja Warriors
The Ninja Warriors (ニンジャウォーリアーズ?, Ninja U~ōriāzu) è un videogioco picchiaduro a scorrimento per arcade a "triplo monitor", sviluppato e pubblicato da Taito nel 1988, e distribuito da Romstar nello stesso anno per il mercato nordamericano.
Negli anni seguenti il videogioco è stato convertito per le varie console e home computer in circolazione, come Amiga, Atari ST, ZX Spectrum, Commodore 64, Amstrad CPC, PC Engine.
Il gioco è il sequel della storia di Aqua Jack di Taito/Romstar del 1989.

## Trama
In un futuro distopico nell'anno 1993, il presidente degli Stati Uniti d'America Bangler, un alieno con il potere del controllo mentale, ha imposto la legge marziale per risolvere le questioni della nazione, dando ai militari il controllo totale della legge.
Un gruppo di scienziati anarchici guidati da un uomo di nome Marc scatenano una rivolta contro il governo. Gli scienziati crearono due prototipi di ninja cibernetici con i nomi in codice di Ninja e Kunoichi, in grado di subire molti danni prima di essere eliminati, avendo più possibilità di successo. Quindi per porre fine una volta per tutte alla tirrania di Bangler gli scienziati affidano la missione ai due ninja-robot.

## Modalità di gioco
L'azione in modalità singola si svolge maggiormente sul monitor centrale, mentre gli altri due ai lati dello schermo continuano il landscape/ambiente, a due giocatori invece le corrispettive bare della salute e i personaggi vengono allocate nel primo e nel terzo monitor, gli shuriken lanciati e proiettili dei nemici continuano il loro percorso attraverso tutti gli schermi.
Tenendo premuto il tasto attacco il personaggio sta in difesa è può bloccare gli attacchi e proiettili, gli shuriken vengono lanciati premendo il secondo tasto, sono limitati ma se ne possono acquisire altri cinque per ogni ninja ucciso.
The Ninja Warriors è formato da sei livelli al termine dei quali il giocatore dovrà sconfiggere un boss di difficoltà crescente. Durante tutto il gioco, il giocatore deve sconfiggere le forze del tiranno Bangler fino a giungere allo scontro con quest'ultimo e ucciderlo. Vengono impersonati due androidi ninja, ambedue armati con i kunai:
- Ninja (forte) - è il più forte ma lento. Quando la barra del blaster si riempie questo può usare la combo speciale, che nel suo caso lancia delle bombe dalla mano.
- Kunoichi (bilanciato) - è la più equilibrata. Al termine della combo attacca con la katana mentre con il blaster al massimo può effettuare un attacco con la spada molto più potente.

Se uno dei protagonisti ninja viene colpito più volte, si inizia a vedere la vera natura androide con le parti meccaniche che vengono scoperte in proporzione allo svuotare della barra della salute, fino allo giungere della morte e di conseguenza alla perdita della vita.

## Hardware
Per il cabinato fu scelta la configurazione a tre schermi orizzontali-contigui, formando una configurazione "ultrawide analogica" di 864×224 pixel, e una aspect ratio simile a un moderno monitor 32:9. Lo stesso cabinato era già stato utilizzato in precedenza anche per Darius e Darius II.
Un successore tecnico si riscontra in Warrior Blade - Rastan Saga Episode III, coin-op di Taito del 1992, utilizza due grandi monitor orizzontali-contigui pari a 640×220 pixel, simile a un moderno monitor 21:9.

## Colonna sonora
Ninja Warriors (Original Sound Track), Zuntata (2012)
| N. | Titolo                       | Min. |
| -- | ---------------------------- | ---- |
| 1  | A.D. 1993 (Opening)          | 0:42 |
| 2  | Credit                       | 0:03 |
| 3  | Daddy Mulk (Stage1,6)        | 8:45 |
| 4  | Are You Lady? (Stage2)       | 6:01 |
| 5  | Che! (Stage3)                | 4:02 |
| 6  | Japanese Smile (Stage4)      | 3:47 |
| 7  | Motherless Children (Stage5) | 5:37 |
| 8  | Paradox (Ending)             | 2:38 |
| 9  | Up Stairs (Name Regist)      | 1:04 |
| 10 | Game Over                    | 0:06 |

## Serie
- Aqua Jack (1989) - prequel per arcade, sviluppato e pubblicato da Taito. Il primo attacco al potere di Banglar.

- The Ninja Warriors (1993) per Mega CD - limitato al Giappone, include un prequel audio/video di circa 7 minuti con protagonisti la band Zuntata anche come attori.

- The Ninja Warriors Again (1994) - è un remake, arricchito del gioco arcade, con formato video 4:3 "letterbox", sviluppato da Natsume per il Super Nintendo, pubblicato da Taito in Giappone e Nord America e da Titus per il mercato europeo nel 1995 mantenendo il titolo classico.[8]

- The Ninja Saviors: Return of the Warriors (2019), The Ninja Warriors Once Again (JA)  - remake del titolo sopracitato, formato video 16:9 "widescreen" sviluppato da NatsumeAtari e pubblicato da Taito e Arc System Works per PS4, PS5[9] e Switch[10]. La pubblicazione su PC/Steam è avvenuta il 24 luglio 2023.[11]